# 馬尼刺陸軍航空廠
馬尼剌陸軍航空廠（マニラりくぐんこうくうしょう）は、大日本帝国陸軍の野戦航空廠の一つ。昭和18年7月大本営直轄航空廠として、フィリピンのマニラに設置され、航空兵器の修理及び補給を掌った。
昭和19年2月に編制が改正され馬尼剌陸軍航空廠本廠の他、第一修理廠・第二修理廠・第一補給廠・第二補給廠に分離され、それぞれに於いて人員が割り当てられた為実質拡大となった。廠長は少将があてられ、設置された総務部・修理部及び補給部の部長は少将あるいは大佐が務めた。管轄区域は南方全域に亘り、南方の航空作戦に於いて重要拠点となる。
昭和19年7月の南方軍戦闘序列改訂を以って南方軍隷下の第4航空軍所属となる。この時から航空廠隷下に第18船舶航空廠及び関東軍第1航空写真隊が加わる。昭和19年8月4日大陸命第1095号をもって南方軍第14方面軍隷下に移る。

## 航空廠の人事
廠長
- 加藤邦男予備役少将：昭和19年5月10日 - 昭和19年9月11日
- 谷口初蔵少将：昭和19年9月11日 - 昭和20年3月9日
- 植山英武少将：昭和20年3月9日 - 昭和20年8月4日（戦死）

総務部長
- 植山英武少将：昭和19年5月10日 - 昭和20年3月9日

修理部長
- 石山房次郎大佐：

補給部長
- 小嶋武夫大佐：

第一補給廠長
- 山野憲之助大佐：